# Anthaxia dichroa
Anthaxia dichroa är en skalbaggsart som beskrevs av Svatopluk Bílý 1991. Anthaxia dichroa ingår i släktet Anthaxia och familjen praktbaggar. Inga underarter finns listade i Catalogue of Life.